# Гидроколлоиды
Гидроколло́иды — в пищевой и косметической промышленности — собирательное название гидрофильных полимеров, способных в низкой концентрации образовывать стабильные гидрогели.
В качестве гидроколлоидов используются различные полисахариды, полученные из природного сырья (камеди, пектины, агар, крахмал); модифицированные полисахариды (карбоксиметилцеллюлоза) и синтетические гидрофильные полимеры (полиакриламид, производные полиэтиленоксида).
В пищевой промышленности в качестве пищевых добавок применяются гидроколлоиды как полисахаридной природы природного происхождения (камеди и агары) и модифицированные полисахариды (карбоксиметилцеллюлоза и её соли), так и синтетические гидрофильные полимеры (эфиры полиэтиленоксида).
Эти вещества в классификации пищевых добавок относятся к коду E4xx (Стабилизаторы и загустители) и применяются в качестве загустителей и желатинизаторов в производстве как кондитерских и молочных (кремы, желе, джемы), так и мясо-колбасных изделий.